# نبیله بن عطیه
نبیله لئونا بن عطیه (به فرانسوی: Nabilla Leona Benattia) معروف به نبیله (متولد ۵ فوریه ۱۹۹۲) مدل و شخصیت تلویزیونی اهل سوئیس-فرانسه است.

## فعالیت حرفه‌ای
نبیله برای اولین بار در یک مدل سازی آژانس زمانی که او ۱۴ ساله بود استخدام شد.